# Ponta de São Lourenço
A Ponta de São Lourenço é a longa (c. 6 km) península que constitui o extremo oriental da ilha da Madeira, a leste da povoação do Caniçal. Termina no ilhéu do Farol.